# 拉特 (埃罗省)
拉特（法語：Lattes，法語發音：[lat] ⓘ）是法国埃罗省的一个市镇，位于该省东部，属于蒙彼利埃区。

## 地理
拉特（43°34'3.91"N, 3°54'7.40"E）面积27.83 平方千米，位于法国奧克西塔尼大區埃罗省，该省份为法国南部沿海省份，南濒地中海，西南接奥德省，西北接塔恩省和阿韦龙省，东北与加尔省接壤。
与拉特接壤的市镇（或旧市镇、城区）包括：莫吉奥、蒙彼利埃、帕拉瓦斯莱弗洛、佩罗勒、圣让德韦达斯、马格洛讷新城。
拉特的时区为UTC+01:00、UTC+02:00（夏令时）。

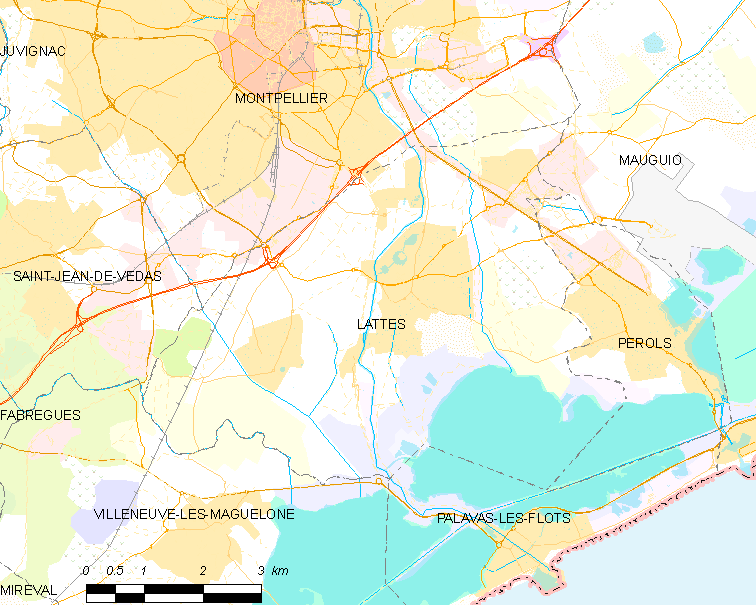
拉特的OSM定位图

## 行政
拉特的邮政编码为34970，INSEE市镇编码为34129。

## 政治
拉特所属的省级选区为拉特县。

## 交通
埃罗省省道D21线、D58线、D116线、D116E1线、D116E2线、D132线、D172线、D189线、D986线和法国国家A9号高速公路经过境内。
拉特是蒙彼利埃有轨电车3号线的一个分支的起点。

## 人口

1962-2008年间拉特人口变化图示

拉特于2022年1月1日时的人口数量为17592人。